# بدر خالد البدر
بدر خالد البدر القناعي (11 ديسمبر 1911 - 10 سبتمبر 2015) هو طيار كويتي وأحد رواد الأدب والإعلام والصحافة ومؤسس جريدة الكويت اليوم في خمسينيات القرن الماضي وساهم في تأسيس مجلة العربي وله إسهامات كتابية ومقالات صحفية بارزة، ويعتبر أول من خاض تجربة طيران كسائق للطائرة وأول من حصل على رخصة طيران في الكويت وأحد أهم وأكبر رواد الطيران في الخليج العربي، يعتبر أحد الشخصيات التاريخية في الكويت وأحد رجالاتها وروادها الأوائل، تفرد في علوم الطيران بسبب هوايته المحببه وحلمه في خوض التجربة، نشأ في الحي الشرقي في الكويت، وتلقى تعليمه في الكويت والعراق ولبنان والهند وأخيراً أكمل تعليمه في الطيران في بريطانيا.

## نشأته وتعليمه
ولد بدر القناعي في 11 ديسمبر 1911 ويُقال في 1912 في مدينة الكويت في منطقة شرق في حي بن خميس وهو المكان الذي تقع فيه حالياً وزارة التخطيط، نشأ وترعرع في كنف والديه في طفولته، وعند سن السادسة ذهب إلى الكتاتيب، حيث تعلم القراءة والكتابة وعلوم القرآن الكريم، ثم انتقل إلى إحدى المدارس الأهلية براحة الدبوس في فريج القناعات، لينتقل بعدها إلى مدرسة عبد الملك الصالح. وفي عام 1921 سافر إلى العراق وهو في سن التاسعة، ومستفيداً من وجود محل تجاري لوالده في البصرة، التحق بمدرسة السيف ليستكمل دراسته.
توفي والده في عام 1925 لتنتقل الوصاية عليه لشقيقه الأكبر عبد الله، حيث كان القناعي في سن الثالثة عشرة، وفي عام 1928 أنهى المرحلة الابتدائية ولم يُكمل الثانوية، بسبب تعرضه لمرض الملاريا الذي أبعده عاماً عن الدراسة.
في عام 1931 سافر البدر إلى لبنان لمتابعة الدراسة، وقد واجه صعوبة فيها بسبب عدم إجادته اللغة الإنجليزية، ولكن مع المثابرة استطاع إنهاء المرحلة الثانوية عام 1932 بعمر العشرين عام ليعود إلى الكويت فترة بسيطة، سافر بعدها إلى الهند، حيث شجعه على ذلك وجود أقاربه فيها، وهناك درس اللغة الإنجليزية في مدرسة سانت ماري.

### بداية تعليم الطيران في بريطانيا
خلال وجوده بالهند بدأ شغفه بحب الطيران يظهر، وأصبح يقرأ في الكتب والمجلات التي تعنى بهذا المجال، وعند عودته للكويت عام 1933 صارح أهله برغبته في أن يصبح طيارا، وقد ظنوا في بداية الأمر أنه يمزح، ولم يأخذوا الأمر على محمل الجد، ولكنه كان مصراً على تحقيق رغبته، وعاقداً العزم على دراسة الطيران، فسافر في العام نفسه إلى بريطانيا، وتحديداً إلى مدينة ساوثهامبتون، حيث تقع مدرسة هامبل لتعلّم الطيران، والتحق بها  في سبتمبر من عام 1933 وسكن في السكن المخصص للطلبة. حل آنذاك فصل الشتاء كان شديد البرودة. لم يكن السكن مجانياً ولا الوجبات مجانية ولكن بمقابل 12 جنيهاً بالشهر للوجبات الثلاثة والسكن. وبدأ دراسته بها على نفقته الخاصة، وأنهى الدراسة في 23 مايو 1934، وحصل على شهادة الطيران رقم 6529، التي تستخدم لقيادة الطائرات غير التجارية، ليكون أول طيار في تاريخ الكويت يحمل رخصة طيران خاصة.
وفي تفاصيل حصوله على رخصة الطيران أثناء تواجده في بريطانيا كان قد بدأ دراسة الطيران حيث تضمنت الدراسة فكرة عامة عن الطيران وعن الطيارة وأجزائها حتى فبراير من عام 1934، حيث بدأ التدريب الفعلي وهو قد أدرك تقنيّة الطيران وأجزاء وأزرار الطائرة من الداخل، حيث بدأ تعليمة على طائرة ذات مقعدين للتدريب مكشوفة المقعد الأول للمدرب والمقعد الثاني للمتدرب وتم اختياره مع عدد الطلاب حيث تم اركابهم بطائرة نقل لمدة 20 دقيقة وهذه هي المرة الأولي التي يجرب بها الطيران وكانت بمثابة تجربة دافعةً للطيار بدر ثم بعدها بدأ التدريب على الطيران بشكلٍ انفرادي مع المدربين.
الرحلة الأولي استمرت 10 دقائق أعطته الكثير من الثقة بالنفس وبعدها بيومين طار للمرة الثانية مع المدرب واستمرت الرحلة 15 دقيقة وكانت دافع كبير له واستمر على هذا المنوال لمدة أسبوعين تحت إشراف اثنين من المتدربين البريطانيين المتقاعدين من الجيش البريطاني ومن المشاركين في الحرب العالمية الأولى وبعد شهر من التدريب بلغت ساعات الطيران التي حصل عليها الطيار بدر القناعي 12 ساعة و45 دقيقة وهي كافية في نظر المدرب حيث كان مقتنع بقدرته على الطيران المنفرد،  ليبدأ بعد ذلك خوض تجربة الطيران من غير المدربين وكان الطيار يشعر بالخوف من تلك التجربة، بدأ طيرانه الأول فترة الظهيرة حيث ركب الطيارة بمفرده وأدار المحركات ثم حلق فوق المطار وطار على ارتفاع 800 قدم حتى بدأ بالنزول تدريجياً والعودة للمطار ووصل خلال الرحلة إلي 1200 قدم رغم التعليمات بعدم التحليق على ارتفاع أكثر من 800 قدم وحين هبطت الطائرة كان المدرب ورئيس المدربين في انتظاره وكانت سعادته لا توصف واستمر بعد ذلك في التدريب وأكمل باقي الحصص المقررة فتارة يطير منفرداً وتارة يطير مع المدرب وبعد فترة من التدريب أخبر بوصول خبير الطيران من دائرة الطيران المدني البريطانية لإجراء الاختبارات على الطلبة لمنحهم شهادة الطيران.

بدر القناعي بلباس الطيران أثناء التدريب

وفي يوم الاختبار، وصل خبير الطيران في اليوم المحدد والوقت المحدد ثم توجه الطيار بدر مع الخبير للطائرة حيث قام الخبير بوضع جهاز بالطائرة بالمقعد الخلفي ومن ثم تلقى الطيار التعليمات ليستعد للإقلاع ويتبع التعليمات، وكان مطلوباً منه الطيران على البحر حيث أن المطار قريب من البحر وأن يعمل عرضاً جوي خلال الطيران على شكل رقم ثمانية بالانجليزي (8) بحسب التعليمات المعطاة له من الخبير، في بادئ الأمر شعر الطيار بدر بالرهبة والحرج من عدم قدرته على عمل ما يطلبه الخبير ثم قام بإدراة محرك الطائرة والطيران وعمل ما طلبه المدرب أكثر من مرة وعند العودة توجه الخبير للطائر لأخذ الصندوق الموضوع في المقعد الخلفي وهو جهاز يستخدم في الاختبار وقام الخبير بقراءة المؤشرات الموجودة على واجهة الصندوق ونظر للطيار خالد نظرة رضا وقال له: "أنت ناجح!"، لينتاب شعور الفرح على قلب الطيار الكويتي بدر القناعي، ويتسلم الطيار شهادة تحمل الرقم 6529 ليسجل اسمه في تاريخ الكويت كأول طيار يحمل رخصة طيران خاصة.

### العودة إلى الكويت
بعد عودته إلى الكويت، استقبله أهله بفرحة غامرة بهذا الإنجاز، وبدأ رحلة البحث عن وظيفة تتناسب مع شهادة الطيران التي لديه، فسافر مرةً أخرى إلى العراق في سبتمبر 1934، بعد أن سمع أن سلطات الانتداب البريطاني بصدد إنشاء مطار جديد في البصرة، وذهب لمقابلة المسؤولين الذين أكدوا له حقيقة الموضوع، ولأن إنجاز المطار سيستغرق وقتاً قد يمتد عامين، فقد أقنعه المسؤولون هناك بأن يستغل هذه الفترة في الأعمال الإدارية والفنية، فسافر إلى بغداد ليعمل بدايةً بوظيفة معاون ضابط الحركات في مطار بغداد مدة سنة، ومن ثم عاد إلى البصرة بعد افتتاح مطارها في أبريل 1936، وأسندت له مهمة برج المراقبة، وبقي فيها حتى عام 1941، حيث شعر برغبة ملحة في العودة إلى الكويت، فقدم استقالته وعاد وهو في الثامنة والعشرين من العمر.

## العمل في الكويت
بعد قبول استقالته وعودته إلى الكويت، مارس العمل التجاري بين الكويت والبصرة، ثم توسع في التجارة أكثر، فسافر إلى الهند وظل فيها حتى عام 1954 ليعود إلى الكويت التي بدأ النشاط يدب فيها في مختلف المجالات الحياتية، فعمل في دائرة المعارف بوظيفة سكرتير القسم الإداري.

### تأسيس جريدة الكويت اليوم
وبسبب ما كان يواجهه من زيادة في أعداد المراجعين أثناء عمله كسكرتير القسم الإداري في دائرة المعارف، فكر في طريقة لتخفيف الضغط عليه وعلى القسم، فهداه تفكيره إلى إيجاد وسيلة لنشر كل الإعلانات والمعاملات والمناقصات الخاصة بالدوائر الحكومية في مجلة واحدة، فاقترح إصدار جريدة رسمية لهذا الغرض، فكتب رسالة بهذا الخصوص إلى مدير الدائرة وقتها الراحل خالد المسلم، الذي عرضها على اللجنة التنفيذية العليا، التي رحبت بالفكرة ووافقت على إصدار جريدة رسمية تحت مسمى "الكويت اليوم"، وتولى بنفسه إداراتها ليكون أول مدير لجريدة الكويت اليوم الرسمية، وفي عام 1955 تولى إدارة المطبوعات والنشر بدرجة مدير.
في عام 1959 عرض على سمو الأمير الشيخ صباح الأحمد، الذي كان رئيساً لدائرة المطبوعات والنشر آنذاك فكرة إنشاء لجنة كتابة تاريخ الكويت، وحظيت الفكرة بالتأييد وأصبح أحد أعضائها، وكان قد استوحى هذه الفكرة خلال زيارة له للعاصمة البريطانية لندن وما شاهده فيها من متاحف وآثار.
بعد الاستقلال، وفي أول تشكيل وزاري بتاريخ 17 يناير 1962، تم تعيينه كأول وكيل لوزارة الإعلام، التي كانت تسمى وزارة الإرشاد والانباء في ذلك الوقت، وفي نهاية العام التحق بلجنة مساعدات الخليج، ثم أصبح الممثل الشخصي للأمير الراحل عبد الله السالم في لجنة الخليج التابعة للجامعة العربية، وفي عام 1964 انتدب لوزارة الخارجية ومُنح لقب سفير، وتولى رئاسة هيئة مساعدات الخليج والجنوب العربي حتى عام 1969، حيث تقدم بطلب إحالته للتقاعد، وقد وافق الشيخ صباح الأحمد على طلبه، بعد إصراره على الأمر، إلا أنه طلب منه الاستمرار لمتابعة بعض الأمور الخاصة بالخارجية، فوافق على الاستمرار، وبقي يتعاون مع وزارة الخارجية حتى منتصف عام 1971، حيث شارك في تأسيس مركز الوثائق التابع للديوان الأميري.

## المؤلفات
للراحل إصدارات أدبية، عوضاً عن العديد من المقالات الصحفية، ومن الكتب التي قام بتأليفها:
- معركة الجهراء ما بعدها وما قبلها.
- رحلة مع قافلة الحياة. (ثلاثة أجزاء)

## وفاته
تُوفي في يوم الخميس 26 ذو القعدة 1436 هـ الموافق 10 سبتمبر 2015 عن عمر يناهز 104 أعوام، ودفن في الكويت.